# Mauro Da Dalto

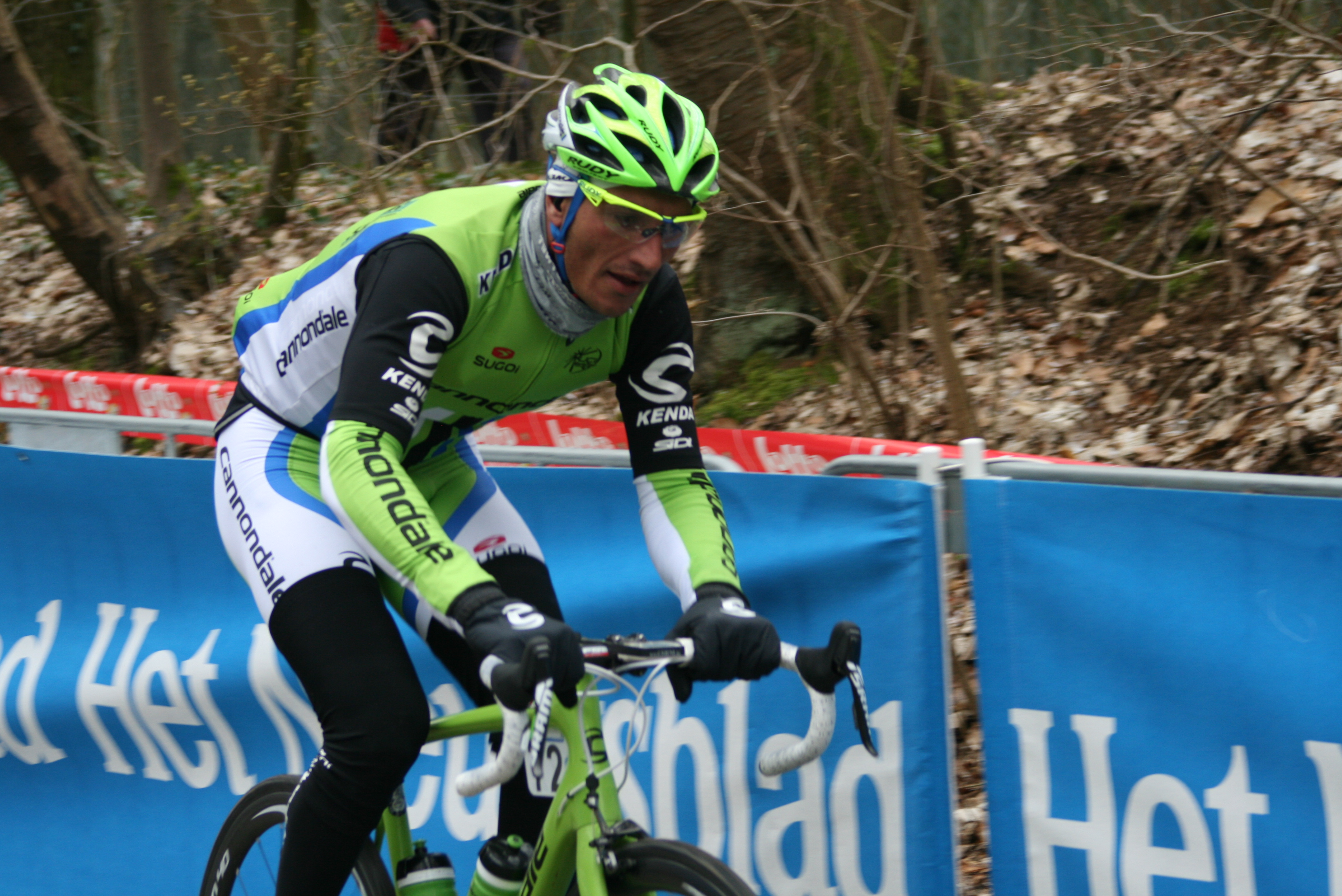
Mauro Da Dalto bei Gent-Wevelgem 2013

Mauro Da Dalto (* 8. April 1981 in Conegliano) ist ein ehemaliger italienischer Radrennfahrer.
Mauro Da Dalto begann seine Karriere 2006 bei dem italienischen ProTeam Liquigas-Bianchi, nachdem er dort im Vorjahr als Stagiaire fuhr. Bei seinem ersten Rennen für dieses Team, der Tour Down Under wurde er Etappenneunter auf dem zweiten Teilstück hinter dem Sieger Allan Davis. Seine beste Platzierung in einem internationalen Straßenrennen gelang mit Rang drei auf der achten Etappe der Deutschland Tour 2008. Er bestritt fünf Grand Tours, die er alle auf hinteren Rängen beendete.
Nach einem schweren Sturz bei der Kalifornien-Rundfahrt 2013 kam er bei seiner Mannschaft Cannondale nicht mehr zum Einsatz. Sein Vertrag wurde im Hinblick auf Anschuldigungen, De Dalto sei in die Dopingaffäre seiner vorherigen Mannschaft Lampre verwickelt, nicht verlängert.

## Teams
- 2005 Liquigas-Bianchi (Stagiaire)
- 2006 Liquigas
- 2007 Liquigas
- 2008 Liquigas
- 2009 Lampre-NGC
- 2010 Lampre-Farnese Vini
- 2011 Liquigas-Cannondale
- 2012 Liquigas-Cannondale
- 2013 Cannondale Pro Cycling